# پرواز خشمگین
پرواز خشمگین (انگلیسی: Flight of Fury) یک فیلم آمریکایی اکشن که در سال ۲۰۰۷ به صورت فیلم ویدئویی منتشر شد. از بازیگران آن می‌توان به استیون سیگال و انگس مک‌اینس اشاره کرد. فیلم‌نامه این فیلم توسط جو هالپین و استیون سیگال نوشته شده‌است. 

## بازیگران
- استیون سیگال در نقش «جان ساندز»
- استیو توسسنت در نقش «کاپیتان راتچر»
- انگس مک‌اینس در نقش «ژنرال تام بارنز»
- مارک بازیلی در نقش «کاپیتان ریچارد «ریک» جانیک»
- Ciera Payton در نقش «جسیکا»
- آلکی دیوید در نقش «رجار»
- تیم وودوارد در نقش «آدمیرال فرانک پندلتون»
- وینچنزو نیکلی در نقش «پیتر سنگ»
- کتی جونز در نقش «الیانا رید»
- گری کوپر در نقش «فرمانده بود جکسون»
- بارتون سیدلز در نقش «کاپیتان «فاکس» هینکل»
- کریستینا تودورسکو در نقش «سرباز عملیاتی پندلتون لیزا»
- رارس جورج پانفیل در نقش «ویلیامز»
- نوح لی مارگتس در نقش «سرباز Eliana»
- کارن دیوید، سرباز عملیاتی بارنز، فلاندرز»